# Ројате
Ројате (итал. Roiate) је насеље у Италији у округу Рим, региону Лацио.
Према процени из 2011. у насељу је живело 724 становника. Насеље се налази на надморској висини од 687 м.

## Становништво
Према резултатима пописа становништва 2011. у општини је живело 749 становника.
| 1931. | 1936. | 1951. | 1961. | 1971. | 1981. | 1991. | 2001. | 2011. |
| ----- | ----- | ----- | ----- | ----- | ----- | ----- | ----- | ----- |
| 1.073 | 1.110 | 1.181 | 1.151 | 942   | 831   | 840   | 798   | 749   |